# Laconia (New Hampshire)
Laconia – miasto w Stanach Zjednoczonych, w stanie New Hampshire, w hrabstwie Belknap.